# Carlemanniàcies
Carlemanniaceae és una família d'angiospermes que trobem a l'ordre de les Lamiales. La trobem en les zones tropicals d'Àsia Oriental i en el sud-est asiàtic. És una família d'arbustos baixos o de plantes herbàcies perennes amb 2 gèneres. Els sistemes més antics de taxonomia vegetal col·loquen als dos gèneres, Carlemannia, i Silvianthus dins de Caprifoliaceae o Rubiaceae. La classificació segons el Grup de Filogènia de les Angiospermes de 2003 la col·loca disn de les Lamiales, com una família de plantes més estretament relacionada amb la Oleaceae que a la Caprifoliaceae.

## Gèneres
- Carlemannia
- Silvianthus